# Casa Lanner
La casa Lanner (in ceco Lannerův dům) si trova nel quartiere Staré Město del comune di Telč del Distretto di Jihlava nella Regione di Vysočina, Repubblica Ceca. La casa Lanner, già dispensario dei gesuiti, è un monumento culturale nazionale che risale al XVII secolo.

## Storia

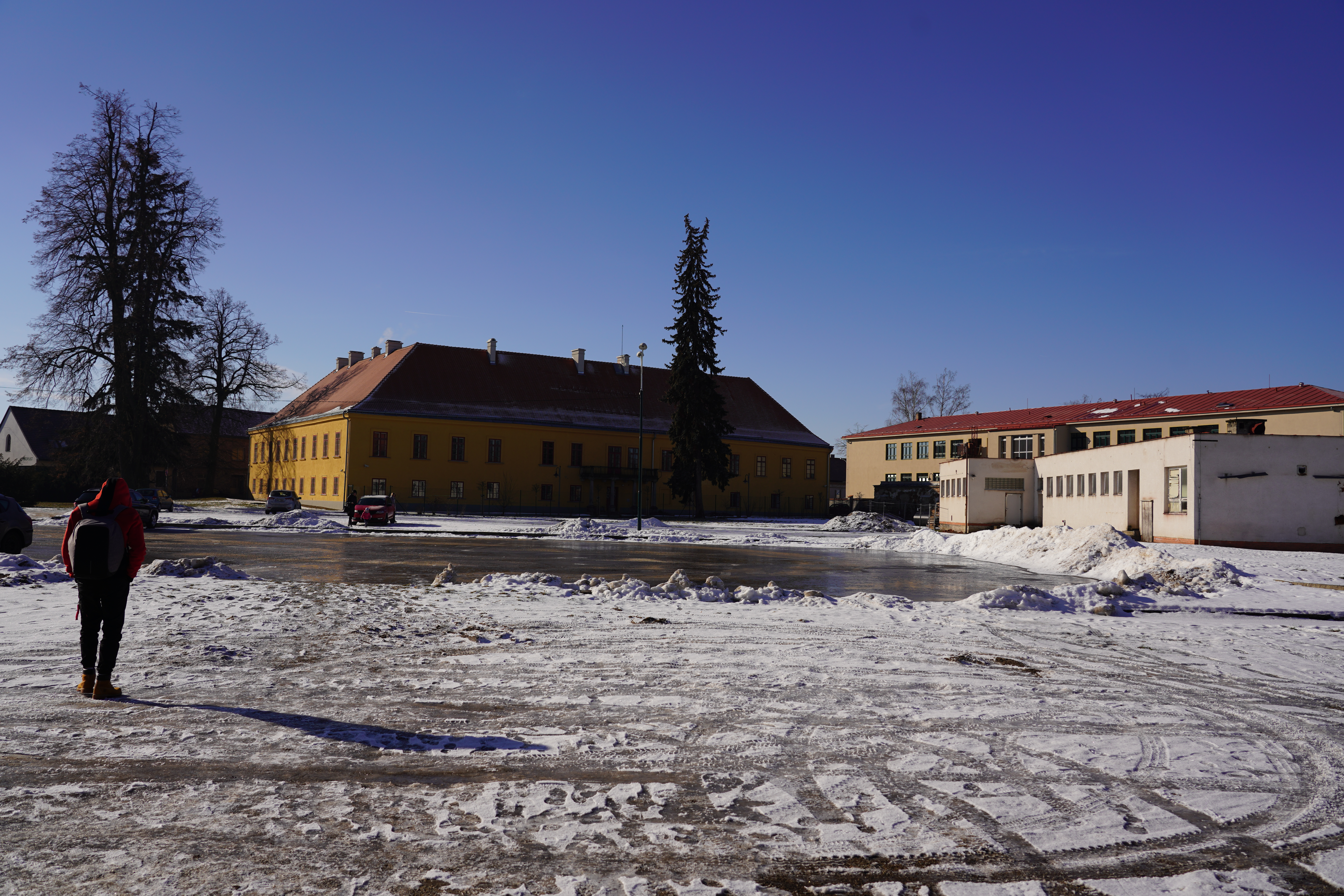
Gli edifici di casa Lanner in inverno

Il primo edificio sul sito, allora chiamato Veselý, apparteneva ad un fabbro di nome Abraham che lo vendette nel 1617 a Hyneko Ladislav di Veitmila, cavaliere e governatore capo di Telč. Successivamente la struttura passò al figlio Jan, dal quale lo acquistò la contessa Františka Slavatová che a sua volta lo donò ai gesuiti di Telč nel 1654 per le loro necessità economiche. In quel periodo l'edificio era separato dal dormitorio da un laghetto e la contessa contribuì alla costruzione di una passerella in legno che dal 1656 consentì ai gesuiti l'accesso diretto alle loro proprietà. Nel 1747 i gesuiti fecero costruire una nuova casa per uso agricolo nell'area del cortile e si ritiene che sorgesse vicino allo stagno, apparentemente identica all'ala occidentale della casa Lanner che ci è pervenuta. I lavori furono terminati nel 1750. L'edificioveniva utilizzato dai gesuiti come deposito e dispensario, cioè come edificio di riposo con annesso orto-giardino che serviva anche per la coltivazione di piante medicinali. Dopo lo scioglimento dell'ordine dei gesuiti, nel 1773, l'edificio divenne un edificio nobiliare amministrativo e l'ex dispensario dei gesuiti passò in mano a privati. L'area viene acquistata dall'industriale ebreo Jakub Lang che qui fondò una manifattura per la produzione di tessuti e trasformò radicalmente l'intero edificio nel 1814. Lang dal 1924 venne poi considerato patrono della comunità ebraica di Telč e venne sepolto nel vecchio cimitero ebraico di Velký Pěčín. L'aspetto che ci è pervenuto dell'edificio risale al periodo di questa ricostruzione, quando il tutto fu completato dall'ala orientale, e l'edificio acquisì un carattere uniforme con un cortile separato. Con questa ricostruzione l'insieme cominciò ad assomigliare più ad un piccolo castello che ad una villa signorile come originariamente progettato. Fino al 1835 l'edificio venne utilizzato anche per scopi produttivi, ma in seguito la maggior parte della produzione fu concentrata nei locali di nuova costruzione nelle vicinanze. L'edificio fu acquistato nel 1862 da Bernard Back che qui avrebbe voluto fondare la prima fabbrica di fiammiferi della monarchia asburgica. Negli ultimi anni del XVIII secolo nei locali della fabbrica Lang si trasferì la famiglia Löwy che in seguito cambiò nome in Lanner (da qui il nome della casa). Dal 1929 l'edificio e il giardino appartengono alla città di Telč. Il comune inizialmente aveva intenzione di ricostruire la casa Lanner per farne un ospedale o di concentrarvi gli uffici amministrativi dell'epoca ma poi si decise di allestirvi gli appartamenti comunali secondo il progetto dell'architetto J. Tesař del 1931. Questi alloggi sociali furono attivi fino all'inizio del XXI secolo. Negli anni tra il 2009 e il 2012 la casa Lanner è divenuta sede dell'Istituto nazionale del patrimonio culturale della Regione Vysočina. Nella Casa Lanner vengono organizzati eventi culturali aperti al pubblico come concerti, conferenze, mostre, oltre a seminari professionali e convegni scientifici.

## Descrizione
La casa Lanner si trova nel quartiere Staré Město del comune di Telč nella Regione di Vysočina, Repubblica Ceca. L'edificio presenta una pianta aperta a tre ali con un cortile separato dalla strada da una recinzione su plinto. L'edificio è a piani in parte con seminterrato e con un tetto imponente. Gli spazi del primo piano fuori terra sono prevalentemente con volte mentre al piano superiore sono presenti solo ambienti dal soffitto piatto. Caratteristica interessante è il portico in pietra rivolto verso il centro della città oltre ad elementi in pietra nelle cornici degli infissi e delle pareti. Pur presentandosi di aspetto uniforme è stato edificato in varie fasi costruttive e i resti delle costruzioni gesuitiche sono individuabili all'interno dell'ala settentrionale.

### Monumento nazionale culturale della Repubblica Ceca
La tutela dei monumenti della Repubblica Ceca considera la casa Lanner un monumento culturale nazionale tutelato col numero di catalogo 1000136481.